# Ferdinand Hanusch

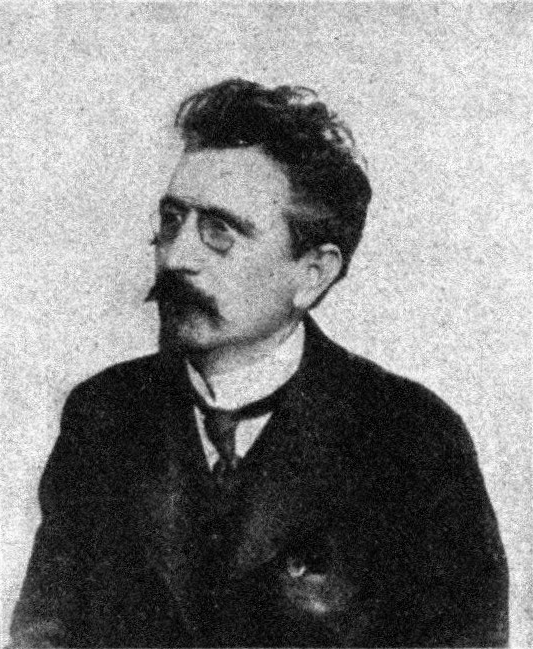

Ferdinand Hanusch, född 9 november 1866, död 28 september 1923, var en österrikisk politiker.
Hanusch var en av den österrikiska fackföreningsrörelsens ledare, från 1900 sekreterare i textilarbetarförbundet. I det forcerade sociala lagstiftningsarbetet efter 1918 tog Hanusch verksam del och utabetade bland annat lagarna om 8-timmarsdag och driftsråd.